# 須田皖次
須田 晥次（すだ かんじ、1892年5月1日 - 1976年2月19日）は、日本の海洋学者。東海大学名誉教授。
群馬県勢多郡赤城村生まれ。1913年群馬県師範学校卒業、1917年東京高等工業学校附設工業教員養成所卒業、逓信省技手、1921年東北帝国大学理学部卒業、神戸海洋気象台入所。1938年、“On the dissipations of energy in the density current” （密度流内のエネルギーの損失に就いて）により理学博士（東北帝国大学）。中央気象台福岡支台長を経て1946年運輸省水路部長（1948年海上保安庁設立にともない移管）となる。三洋水路測量勤務、東海大学海洋学部教授、1962 - 1966年同海洋学部長。同名誉教授。地震学・海洋学・東北冷害の研究で知られる。

## 著書
- 『海洋科学』古今書院 1933
- 『洋車』古今書院 1939
- 『玉川こども百科 24 うみ』片岡京二等絵 誠文堂新光社 1954
- 『海洋学通論』古今書院 1962

### 共編著
- 『玉川こども百科 72 たんけん』共編 輪島清隆絵 誠文堂新光社 1957
- 『玉川百科大辞典 第7 地球・海洋・地質・鉱物』萩原尊礼,尾崎博共編 誠文堂新光社 1958

## 論文
- <須田皖次